# Eleições regionais na Catalunha em 2010
As eleições regionais na Catalunha em 2010 foram realizadas a 28 de Novembro e, serviram para eleger os 135 deputados ao Parlamento Regional.
Os resultados das eleições deram uma enorme vitória a Convergência e União, que conquistou o seu melhor resultado desde 1992, conquistando 38,4% dos votos e 62 deputados, ficando a apenas 6 deputados da maioria absoluta.
Por outro lado, os três partidos que governam entre 2003 a 2010, Partido dos Socialistas da Catalunha, Esquerda Republicana da Catalunha e Iniciativa pela Catalunha Verdes, caíram em votos e deputados, com especial destaque, para os socialistas, que obtiveram o pior resultado a nível regional, ao conquistar, apenas, 18,4% e 28 deputados, e, os republicanos, que perderam metade do seu eleitorado, ficando-se pelos 7% dos votos e 10 deputados. Iniciativa, dos três partidos, foi o que menos sofreu, mas, mesmo assim, perdeu 2 deputados, ficando-se pelos 10 deputados e 7,4%.
O Partido Popular obteve o maior número de deputados da sua história em regionais, conquistando 18 deputados e 12,4% dos votos, e assim, tornando-se a terceira força política catalã.
Por fim, destacar a manutenção dos 3 deputados por parte dos Cidadãos - Partido da Cidadania e, a entrada no parlamento da Solidariedade Catalã pela Independência, com 4 deputados.
Após as eleições, Convergência regressou ao poder regional, graças ao apoio parlamentar do PP.

## Resultados Oficiais
| Partido                 | Partido                                               | Votos     | %               | +/-   | Deputados | +/-     |
| ----------------------- | ----------------------------------------------------- | --------- | --------------- | ----- | --------- | ------- |
|                         | Convergência e União                                  | 1 202 830 | 38,43 / 100,00  | 6,91  | 62 / 135  | 14      |
|                         | Partido dos Socialistas da Catalunha                  | 575 233   | 18,38 / 100,00  | 8,44  | 28 / 135  | 9       |
|                         | Partido Popular                                       | 387 066   | 12,37 / 100,00  | 1,72  | 18 / 135  | 4       |
|                         | Iniciativa pela Catalunha Verdes-Esquerda Alternativa | 230 824   | 7,37 / 100,00   | 2,15  | 10 / 135  | 2       |
|                         | Esquerda Republicana da Catalunha                     | 219 173   | 7,00 / 100,00   | 7,03  | 10 / 135  | 11      |
|                         | Cidadãos - Partido da Cidadania                       | 106 154   | 3,39 / 100,00   | 0,36  | 3 / 135   | Estável |
|                         | Solidariedade Catalã pela Independência               | 102 921   | 3,29 / 100,00   | Novo  | 4 / 135   | Novo    |
|                         | Plataforma pela Catalunha                             | 75 134    | 2,40 / 100,00   | Novo  | 0 / 135   | Novo    |
|                         | Reagrupament                                          | 39 834    | 1,27 / 100,00   | Novo  | 0 / 135   | Novo    |
|                         | Outros                                                | 99 476    | 3,19 / 100,00   |       | 0 / 135   |         |
| Votos Inválidos         | Votos Inválidos                                       | 113 985   | 3,64 / 100,00   | 1,15  |           |         |
| Total                   | Total                                                 | 3 152 630 | 100,00 / 100,00 |       | 135 / 135 |         |
| Eleitorado/Participação | Eleitorado/Participação                               | 5 363 688 | 58,78 / 100,00  | 2,74  |           |         |
| Fonte                   | Fonte                                                 | [ 8 ]     | [ 8 ]           | [ 8 ] | [ 8 ]     | [ 8 ]   |

## Resultados por Províncias
| Província | %     | D   | %     | D   | %     | D  | %      | D      | %    | D   | %    | D   | %    | D  | D   | Votantes  |
| Província | CiU   | CiU | PSC   | PSC | PP    | PP | ICV-EA | ICV-EA | ERC  | ERC | C's  | C's | SI   | SI | D   | Votantes  |
| --------- | ----- | --- | ----- | --- | ----- | -- | ------ | ------ | ---- | --- | ---- | --- | ---- | -- | --- | --------- |
| Barcelona | 36,80 | 35  | 19,19 | 18  | 12,87 | 12 | 8,26   | 8      | 6,36 | 6   | 3,84 | 3   | 3,10 | 3  | 85  | 2 357 263 |
| Girona    | 45,10 | 9   | 14,27 | 3   | 8,63  | 1  | 4,82   | 1      | 9,19 | 2   | 1,69 | -   | 4,75 | 1  | 17  | 295 326   |
| Lérida    | 46,93 | 9   | 14,80 | 3   | 10,22 | 2  | 4,00   | -      | 9,15 | 1   | 1,49 | -   | 3,10 | -  | 15  | 187 159   |
| Tarragona | 39,32 | 9   | 18,23 | 4   | 13,37 | 3  | 5,08   | 1      | 8,51 | 1   | 2,73 | -   | 3,41 | -  | 18  | 312 882   |
| Catalunha | 38,43 | 62  | 18,38 | 28  | 12,37 | 18 | 7,37   | 10     | 7,00 | 10  | 3,39 | 3   | 3,29 | 4  | 135 | 3 152 630 |

### Barcelona
| Partido                 | Partido                                               | Votos     | %               | +/-  | Deputados | +/-     |
| ----------------------- | ----------------------------------------------------- | --------- | --------------- | ---- | --------- | ------- |
|                         | Convergência e União                                  | 862 010   | 36,80 / 100,00  | 6,91 | 35 / 85   | 8       |
|                         | Partido dos Socialistas da Catalunha                  | 449 549   | 19,19 / 100,00  | 8,71 | 18 / 85   | 7       |
|                         | Partido Popular                                       | 301 440   | 12,87 / 100,00  | 1,71 | 12 / 85   | 2       |
|                         | Iniciativa pela Catalunha Verdes-Esquerda Alternativa | 193 545   | 8,26 / 100,00   | 2,12 | 8 / 85    | 1       |
|                         | Esquerda Republicana da Catalunha                     | 148 973   | 6,36 / 100,00   | 6,25 | 6 / 85    | 5       |
|                         | Cidadãos - Partido da Cidadania                       | 89 990    | 3,84 / 100,00   | 0,31 | 3 / 85    | Estável |
|                         | Solidariedade Catalã pela Independência               | 72 693    | 3,10 / 100,00   | Novo | 3 / 85    | Novo    |
|                         | Plataforma pela Catalunha                             | 57 381    | 2,45 / 100,00   | Novo | 0 / 85    | Novo    |
|                         | Outros                                                | 98 584    | 4,23 / 100,00   |      | 0 / 85    |         |
| Votos Inválidos         | Votos Inválidos                                       | 83 098    | 3,52 / 100,00   | 1,08 |           |         |
| Total                   | Total                                                 | 2 357 263 | 100,00 / 100,00 |      | 85 / 85   |         |
| Eleitorado/Participação | Eleitorado/Participação                               | 4 003 751 | 58,88 / 100,00  | 2,94 |           |         |

### Girona
| Partido                 | Partido                                               | Votos   | %               | +/-   | Deputados | +/-     |
| ----------------------- | ----------------------------------------------------- | ------- | --------------- | ----- | --------- | ------- |
|                         | Convergência e União                                  | 131 932 | 45,10 / 100,00  | 6,91  | 9 / 17    | 2       |
|                         | Partido dos Socialistas da Catalunha                  | 41 742  | 14,27 / 100,00  | 8,71  | 3 / 17    | 1       |
|                         | Esquerda Republicana da Catalunha                     | 26 879  | 9,19 / 100,00   | 10,04 | 2 / 17    | 2       |
|                         | Partido Popular                                       | 25 248  | 8,63 / 100,00   | 1,41  | 1 / 17    | Estável |
|                         | Iniciativa pela Catalunha Verdes-Esquerda Alternativa | 14 109  | 4,82 / 100,00   | 2,82  | 1 / 17    | Estável |
|                         | Solidariedade Catalã pela Independência               | 13 889  | 4,75 / 100,00   | Novo  | 1 / 17    | Novo    |
|                         | Reagrupament                                          | 9 557   | 3,27 / 100,00   | Novo  | 0 / 17    | Novo    |
|                         | Plataforma pela Catalunha                             | 6 441   | 2,20 / 100,00   | Novo  | 0 / 17    | Novo    |
|                         | Cidadãos - Partido da Cidadania                       | 4 954   | 1,69 / 100,00   | 0,75  | 0 / 17    | Estável |
|                         | Outros                                                | 9 346   | 3,20 / 100,00   |       | 0 / 17    |         |
| Votos Inválidos         | Votos Inválidos                                       | 11 229  | 3,80 / 100,00   | 1,17  |           |         |
| Total                   | Total                                                 | 295 326 | 100,00 / 100,00 |       | 17 / 17   |         |
| Eleitorado/Participação | Eleitorado/Participação                               | 496 421 | 59,49 / 100,00  | 2,36  |           |         |

### Lérida
| Partido                 | Partido                                               | Votos   | %               | +/-  | Deputados | +/-     |
| ----------------------- | ----------------------------------------------------- | ------- | --------------- | ---- | --------- | ------- |
|                         | Convergência e União                                  | 87 052  | 46,93 / 100,00  | 6,94 | 9 / 15    | 2       |
|                         | Partido dos Socialistas da Catalunha                  | 27 461  | 14,80 / 100,00  | 7,19 | 3 / 15    | Estável |
|                         | Partido Popular                                       | 18 960  | 10,22 / 100,00  | 1,11 | 2 / 15    | 1       |
|                         | Esquerda Republicana da Catalunha                     | 16 966  | 9,15 / 100,00   | 8,57 | 1 / 15    | 2       |
|                         | Iniciativa pela Catalunha Verdes-Esquerda Alternativa | 7 423   | 4,00 / 100,00   | 2,59 | 0 / 15    | 1       |
|                         | Solidariedade Catalã pela Independência               | 5 758   | 3,10 / 100,00   | Novo | 0 / 15    | Novo    |
|                         | Reagrupament                                          | 4 205   | 2,27 / 100,00   | Novo | 0 / 15    | Novo    |
|                         | Plataforma pela Catalunha                             | 3 295   | 1,78 / 100,00   | Novo | 0 / 15    | Novo    |
|                         | Cidadãos - Partido da Cidadania                       | 2 757   | 1,49 / 100,00   | 0,52 | 0 / 15    | Estável |
|                         | Outros                                                | 5 052   | 2,74 / 100,00   |      | 0 / 15    |         |
| Votos Inválidos         | Votos Inválidos                                       | 8 230   | 4,40 / 100,00   | 1,46 |           |         |
| Total                   | Total                                                 | 187 159 | 100,00 / 100,00 |      | 15 / 15   |         |
| Eleitorado/Participação | Eleitorado/Participação                               | 312 605 | 59,87 / 100,00  | 0,87 |           |         |

### Tarragona
| Partido                 | Partido                                               | Votos   | %               | +/-  | Deputados | +/-     |
| ----------------------- | ----------------------------------------------------- | ------- | --------------- | ---- | --------- | ------- |
|                         | Convergência e União                                  | 121 836 | 39,32 / 100,00  | 6,89 | 9 / 18    | 2       |
|                         | Partido dos Socialistas da Catalunha                  | 56 481  | 18,23 / 100,00  | 7,75 | 4 / 18    | 1       |
|                         | Partido Popular                                       | 41 418  | 13,37 / 100,00  | 2,37 | 3 / 18    | 1       |
|                         | Esquerda Republicana da Catalunha                     | 26 355  | 8,51 / 100,00   | 9,11 | 1 / 18    | 2       |
|                         | Iniciativa pela Catalunha Verdes-Esquerda Alternativa | 15 747  | 5,08 / 100,00   | 1,43 | 1 / 18    | Estável |
|                         | Solidariedade Catalã pela Independência               | 10 581  | 3,41 / 100,00   | Novo | 0 / 18    | Novo    |
|                         | Cidadãos - Partido da Cidadania                       | 8 453   | 2,73 / 100,00   | 0,31 | 0 / 18    | Estável |
|                         | Plataforma pela Catalunha                             | 8 017   | 2,59 / 100,00   | Novo | 0 / 18    | Novo    |
|                         | Outros                                                | 12 566  | 3,95 / 100,00   |      | 0 / 18    |         |
| Votos Inválidos         | Votos Inválidos                                       | 11 428  | 3,65 / 100,00   | 1,26 |           |         |
| Total                   | Total                                                 | 312 882 | 100,00 / 100,00 |      | 18 / 18   |         |
| Eleitorado/Participação | Eleitorado/Participação                               | 550 911 | 56,79 / 100,00  | 2,66 |           |         |

## Resultados por Comarcas
| Comarca           | %    | %    | %    | %       | %    | %   | %    | %   | %   | Votantes  |
| Comarca           | CiU  | PSC  | PP   | ICV- EA | ERC  | C's | SI   | PxC | RI  | Votantes  |
| ----------------- | ---- | ---- | ---- | ------- | ---- | --- | ---- | --- | --- | --------- |
| Alt Camp          | 44,4 | 15,5 | 8,4  | 5,1     | 9,1  | 1,6 | 6,2  | 2,0 | 2,2 | 18 609    |
| Alt Empordà       | 44,3 | 14,1 | 11,9 | 4,1     | 8,5  | 2,0 | 4,9  | 2,5 | 2,1 | 48 560    |
| Alt Penedès       | 42,8 | 17,1 | 8,0  | 6,6     | 8,6  | 1,9 | 4,8  | 2,6 | 1,9 | 47 219    |
| Alt Urgell        | 51,6 | 14,6 | 7,3  | 4,7     | 9,7  | 1,0 | 3,3  | 0,9 | 1,1 | 9 468     |
| Alta Ribagorça    | 46,2 | 21,3 | 5,5  | 4,6     | 9,0  | 1,3 | 3,1  | 0,5 | 1,3 | 1 765     |
| Anoia             | 42,9 | 16,5 | 10,3 | 5,8     | 7,5  | 2,3 | 3,9  | 3,5 | 1,4 | 51 007    |
| Bages             | 45,8 | 14,9 | 7,3  | 5,5     | 9,0  | 1,8 | 5,6  | 3,9 | 1,0 | 83 350    |
| Baix Camp         | 41,5 | 16,4 | 13,6 | 5,0     | 7,0  | 3,1 | 3,9  | 2,2 | 1,2 | 72 050    |
| Baix Ebre         | 39,4 | 19,3 | 9,1  | 4,9     | 13,8 | 1,1 | 2,8  | 3,7 | 0,5 | 32 887    |
| Baix Empordà      | 44,2 | 16,5 | 8,7  | 4,8     | 9,1  | 1,6 | 4,4  | 2,4 | 2,5 | 50 788    |
| Baix Llobregat    | 31,9 | 23,5 | 14,1 | 9,0     | 5,3  | 4,9 | 1,7  | 2,8 | 0,6 | 331 147   |
| Baix Penedès      | 36,8 | 20,8 | 14,5 | 5,3     | 5,9  | 3,1 | 2,6  | 4,8 | 0,7 | 37 020    |
| Barcelonès        | 34,0 | 20,2 | 15,0 | 9,1     | 6,0  | 4,2 | 2,5  | 1,9 | 0,9 | 942 180   |
| Berguedà          | 49,2 | 13,2 | 4,5  | 3,8     | 9,0  | 0,8 | 10,0 | 2,7 | 1,9 | 20 918    |
| Cerdanha          | 54,9 | 9,0  | 7,4  | 3,6     | 7,6  | 1,5 | 3,3  | 0,6 | 7,9 | 8 083     |
| Conca de Barberà  | 46,2 | 12,4 | 5,4  | 5,4     | 14,4 | 0,7 | 6,1  | 1,7 | 2,1 | 9 462     |
| Garraf            | 37,3 | 19,9 | 12,5 | 7,5     | 6,9  | 3,8 | 2,8  | 2,2 | 1,2 | 57 095    |
| Garrigues         | 49,3 | 14,2 | 6,7  | 3,1     | 12,3 | 0,5 | 4,6  | 1,2 | 2,8 | 9 831     |
| Garrotxa          | 50,3 | 12,5 | 4,6  | 4,6     | 9,7  | 0,7 | 5,4  | 2,4 | 3,7 | 25 510    |
| Gironès           | 43,1 | 14,0 | 8,3  | 5,0     | 9,5  | 1,8 | 5,4  | 2,0 | 4,2 | 73 121    |
| Maresme           | 43,3 | 15,0 | 11,9 | 6,6     | 7,0  | 3,2 | 3,8  | 2,4 | 1,2 | 190 959   |
| Montsià           | 40,3 | 19,7 | 11,0 | 4,3     | 11,8 | 1,0 | 2,6  | 2,8 | 0,5 | 27 806    |
| Noguera           | 49,7 | 13,1 | 8,6  | 3,2     | 11,7 | 0,8 | 3,3  | 1,7 | 2,0 | 18 327    |
| Osona             | 50,3 | 9,7  | 4,0  | 4,5     | 9,4  | 0,9 | 9,1  | 4,5 | 2,4 | 74 054    |
| Pallars Jussà     | 46,1 | 20,1 | 4,8  | 3,8     | 9,3  | 0,9 | 3,2  | 1,1 | 4,6 | 6 450     |
| Pallars Sobirà    | 49,7 | 16,3 | 4,2  | 5,4     | 11,2 | 0,7 | 2,9  | 0,6 | 2,7 | 3 608     |
| Pla de l'Estany   | 50,2 | 8,1  | 4,4  | 4,9     | 13,1 | 0,6 | 5,4  | 1,7 | 5,5 | 14 297    |
| Pla d'Urgell      | 50,7 | 12,9 | 6,9  | 3,1     | 9,7  | 1,1 | 3,9  | 3,2 | 3,0 | 16 290    |
| Priorat           | 41,3 | 16,4 | 5,1  | 5,8     | 14,7 | 0,5 | 6,7  | 1,1 | 1,5 | 5 532     |
| Ribera d'Ebre     | 42,5 | 18,6 | 6,7  | 5,7     | 13,7 | 0,8 | 4,4  | 1,5 | 0,8 | 11 208    |
| Ripollès          | 51,0 | 13,5 | 4,8  | 4,1     | 10,4 | 1,0 | 4,4  | 2,9 | 2,0 | 13 828    |
| Segarra           | 48,1 | 10,5 | 8,8  | 3,6     | 10,5 | 1,0 | 4,9  | 2,2 | 3,1 | 9 039     |
| Segrià            | 43,8 | 16,4 | 13,8 | 4,5     | 7,4  | 2,2 | 2,0  | 1,7 | 1,7 | 83 031    |
| Selva             | 43,4 | 15,7 | 10,0 | 5,6     | 8,4  | 2,3 | 3,9  | 2,1 | 2,8 | 61 937    |
| Solsonès          | 52,3 | 8,0  | 5,7  | 3,6     | 13,3 | 0,8 | 6,7  | 1,8 | 1,3 | 6 500     |
| Tarragonès        | 35,8 | 18,8 | 18,3 | 5,4     | 6,0  | 4,4 | 2,7  | 2,1 | 0,8 | 90 928    |
| Terra Alta        | 45,2 | 20,1 | 11,4 | 2,8     | 10,8 | 0,8 | 2,2  | 1,5 | 0,8 | 6 673     |
| Urgell            | 48,5 | 11,2 | 7,4  | 3,6     | 10,5 | 0,9 | 4,5  | 2,8 | 4,2 | 15 930    |
| Vale de Aran      | 43,7 | 24,6 | 15,8 | 3,1     | 3,1  | 2,3 | 0,7  | 0,6 | 0,3 | 3 735     |
| Vallès Occidental | 37,0 | 19,3 | 12,2 | 8,9     | 5,9  | 4,2 | 2,7  | 2,6 | 1,0 | 373 787   |
| Vallès Oriental   | 39,9 | 17,5 | 11,1 | 7,7     | 6,6  | 3,7 | 3,8  | 2,9 | 1,1 | 171 386   |
| Catalunha         | 38,4 | 18,4 | 12,4 | 7,4     | 7,0  | 3,4 | 3,3  | 2,4 | 1,3 | 3 152 630 |